# Vuelta a Burgos 2020
La Vuelta a Burgos 2020, quarantaduesima edizione della corsa e valevole come dodicesima prova dell'UCI ProSeries 2020 categoria 2.Pro, si svolse in cinque tappe dal 28 luglio al 1º agosto 2020 su un percorso di 796 km, con partenza da Burgos e arrivo a Lagunas de Neila, in Spagna. La vittoria fu appannaggio del belga Remco Evenepoel, che completò il percorso in 19h14'42", precedendo lo spagnolo Mikel Landa ed il portoghese João Almeida.
Sul traguardo di Lagunas de Neila 130 ciclisti, su 154 partiti da Burgos, hanno portato a termine la competizione.
Questa manifestazione ciclistica segna il ritorno delle competizioni UCI ProSeries in Europa, dopo un fermo quasi cinque mesi (l'ultimo evento disputato fu la Kuurne-Bruxelles-Kuurne, il 1º marzo), a causa della pandemia di COVID-19. 

## Tappe
| Tappa  | Data      | Percorso                            | km  | Vincitore di tappa  | Leader cl. generale |
| ------ | --------- | ----------------------------------- | --- | ------------------- | ------------------- |
| 1ª     | 28 luglio | Burgos > Burgos                     | 157 | Felix Großschartner | Felix Großschartner |
| 2ª     | 29 luglio | Castrojeriz > Villadiego            | 168 | Fernando Gaviria    | Felix Großschartner |
| 3ª     | 30 luglio | Sargentes de la Lora > Picón Blanco | 150 | Remco Evenepoel     | Remco Evenepoel     |
| 4ª     | 31 luglio | Gumiel de Izán > Roa                | 163 | Sam Bennett         | Remco Evenepoel     |
| 5ª     | 1º agosto | Covarrubias > Lagunas de Neila      | 158 | Iván Sosa           | Remco Evenepoel     |
| Totale | Totale    | Totale                              | 796 |                     |                     |

## Squadre e corridori partecipanti
| N.      | Cod. | Squadra               |
| ------- | ---- | --------------------- |
| 1-7     | INS  | Team Ineos            |
| 11-17   | MOV  | Movistar Team         |
| 21-27   | TFS  | Trek-Segafredo        |
| 31-37   | TBM  | Bahrain-McLaren       |
| 41-47   | AST  | Astana Pro Team       |
| 51-57   | BOH  | Bora-Hansgrohe        |
| 61-67   | UAD  | UAE Team Emirates     |
| 71-77   | DQT  | Deceuninck-Quick Step |
| 81-87   | NTT  | NTT Pro Cycling Team  |
| 91-97   | MTS  | Mitchelton-Scott      |
| 101-107 | GFC  | Groupama-FDJ          |

| N.      | Cod. | Squadra                    |
| ------- | ---- | -------------------------- |
| 111-117 | ISN  | Israel Start-Up Nation     |
| 121-127 | CCC  | CCC Team                   |
| 131-137 | TJV  | Team Jumbo-Visma           |
| 141-147 | CJR  | Caja Rural-Seguros RGA     |
| 151-157 | BBH  | Burgos-BH                  |
| 161-166 | FOR  | Euskaltel-Euskadi          |
| 171-177 | NDP  | Nippo Delko Provence       |
| 181-187 | GAZ  | Gazprom-RusVelo            |
| 191-197 | WVA  | Bingoal-Wallonie Bruxelles |
| 201-207 | KTX  | Kometa Xstra Cycling Team  |
| 211-217 | KPH  | Kern Pharma                |

## Dettagli delle tappe

### 1ª tappa
- 28 luglio: Burgos > Burgos – 157 km

Risultati
| Pos. | Corridore           | Squadra    | Tempo    |
| ---- | ------------------- | ---------- | -------- |
| 1    | Felix Großschartner | Bora       | 3h40'21" |
| 2    | João Almeida        | Deceuninck | a 8"     |
| 3    | Alejandro Valverde  | Movistar   | s.t.     |

| Pos. | Corridore           | Squadra    | Tempo    |
| ---- | ------------------- | ---------- | -------- |
| 1    | Felix Großschartner | Bora       | 3h40'21" |
| 2    | João Almeida        | Deceuninck | a 8"     |
| 3    | Alejandro Valverde  | Movistar   | s.t.     |

### 2ª tappa
- 29 luglio: Castrojeriz > Villadiego – 168 km

Risultati
| Pos. | Corridore        | Squadra    | Tempo    |
| ---- | ---------------- | ---------- | -------- |
| 1    | Fernando Gaviria | UAE        | 3h55'38" |
| 2    | Arnaud Démare    | Groupama   | s.t.     |
| 3    | Sam Bennett      | Deceuninck | s.t.     |

| Pos. | Corridore           | Squadra    | Tempo    |
| ---- | ------------------- | ---------- | -------- |
| 1    | Felix Großschartner | Bora       | 7h35'59" |
| 2    | Jon Aberasturi      | Caja Rural | a 8"     |
| 3    | Matteo Trentin      | CCC        | s.t.     |

### 3ª tappa
- 30 luglio: Sargentes de la Lora > Picón Blanco – 150 km

Risultati
| Pos. | Corridore       | Squadra    | Tempo    |
| ---- | --------------- | ---------- | -------- |
| 1    | Remco Evenepoel | Deceuninck | 3h59'09" |
| 2    | George Bennett  | Jumbo      | a 18"    |
| 3    | Mikel Landa     | Bahrain    | a 32"    |

| Pos. | Corridore       | Squadra    | Tempo     |
| ---- | --------------- | ---------- | --------- |
| 1    | Remco Evenepoel | Deceuninck | 11h35'16" |
| 2    | George Bennett  | Jumbo      | a 18"     |
| 3    | Mikel Landa     | Bahrain    | a 32"     |

### 4ª tappa
- 31 luglio: Gumiel de Izán > Roa – 163 km

Risultati
| Pos. | Corridore       | Squadra    | Tempo    |
| ---- | --------------- | ---------- | -------- |
| 1    | Sam Bennett     | Deceuninck | 3h51'19" |
| 2    | Arnaud Démare   | Groupama   | a 5"     |
| 3    | Giacomo Nizzolo | NTT        | s.t.     |

| Pos. | Corridore       | Squadra    | Tempo     |
| ---- | --------------- | ---------- | --------- |
| 1    | Remco Evenepoel | Deceuninck | 15h26'47" |
| 2    | George Bennett  | Jumbo      | a 18"     |
| 3    | Mikel Landa     | Bahrain    | a 32"     |

### 5ª tappa
- 1º agosto: Covarrubias > Lagunas de Neila – 158 km

Risultati
| Pos. | Corridore       | Squadra    | Tempo    |
| ---- | --------------- | ---------- | -------- |
| 1    | Iván Sosa       | Ineos      | 3h47'56" |
| 2    | Mikel Landa     | Bahrain    | a 9"     |
| 3    | Remco Evenepoel | Deceuninck | a 11"    |

| Pos. | Corridore       | Squadra    | Tempo     |
| ---- | --------------- | ---------- | --------- |
| 1    | Remco Evenepoel | Deceuninck | 19h14'42" |
| 2    | Mikel Landa     | Bahrain    | a 30"     |
| 3    | João Almeida    | Deceuninck | a 1'12"   |

## Evoluzione delle classifiche
| Tappa              | Vincitore           | Classifica generale Maglia viola | Classifica a punti Maglia verde | Classifica scalatori Maglia rossa | Classifica giovani Maglia bianca | Classifica a squadre |
| ------------------ | ------------------- | -------------------------------- | ------------------------------- | --------------------------------- | -------------------------------- | -------------------- |
| 1ª                 | Felix Großschartner | Felix Großschartner              | Felix Großschartner             | Gotzon Martín                     | João Almeida                     | Bora-Hansgrohe       |
| 2ª                 | Fernando Gaviria    | Felix Großschartner              | Felix Großschartner             | Gotzon Martín                     | Eddie Dunbar                     | Bora-Hansgrohe       |
| 3ª                 | Remco Evenepoel     | Remco Evenepoel                  | João Almeida                    | Gotzon Martín                     | Remco Evenepoel                  | Mitchelton-Scott     |
| 4ª                 | Sam Bennett         | Remco Evenepoel                  | Sam Bennett                     | Gotzon Martín                     | Remco Evenepoel                  | Mitchelton-Scott     |
| 5ª                 | Iván Sosa           | Remco Evenepoel                  | Mikel Landa                     | Gotzon Martín                     | Remco Evenepoel                  | Mitchelton-Scott     |
| Classifiche finali | Classifiche finali  | Remco Evenepoel                  | Mikel Landa                     | Gotzon Martín                     | Remco Evenepoel                  | Mitchelton-Scott     |

Maglie indossate da altri ciclisti in caso di due o più maglie vinte
- Nella 2ª tappa Alejandro Valverde ha indossato la maglia verde al posto di Felix Großschartner.
- Nella 3ª tappa Fernando Gaviria ha indossato la maglia verde al posto di Felix Großschartner.
- Nella 4ª tappa Óscar Rodríguez ha indossato la maglia bianca al posto di Remco Evenepoel.
- Nella 5ª tappa João Almeida ha indossato la maglia bianca al posto di Remco Evenepoel.

## Classifiche finali

### Classifica generale - Maglia viola
| Pos. | Corridore        | Squadra    | Tempo     |
| ---- | ---------------- | ---------- | --------- |
| 1    | Remco Evenepoel  | Deceuninck | 19h14'42" |
| 2    | Mikel Landa      | Bahrain    | a 30"     |
| 3    | João Almeida     | Deceuninck | a 1'12"   |
| 4    | Esteban Chaves   | Mitchelton | a 1'26"   |
| 5    | George Bennett   | Jumbo      | a 1'40"   |
| 6    | Richard Carapaz  | Ineos      | a 1'58"   |
| 7    | Ben Hermans      | Israel     | a 2'25"   |
| 8    | David de la Cruz | UAE        | a 2'34"   |
| 9    | Fabio Aru        | UAE        | a 2'36"   |
| 10   | Mikel Nieve      | Mitchelton | a 3'00"   |

### Classifica a punti - Maglia verde
| Pos. | Corridore       | Squadra    | Punti |
| ---- | --------------- | ---------- | ----- |
| 1    | Mikel Landa     | Bahrain    | 48    |
| 2    | Remco Evenepoel | Deceuninck | 47    |
| 3    | João Almeida    | Deceuninck | 46    |
| 4    | Sam Bennett     | Deceuninck | 41    |
| 5    | Arnaud Démare   | Groupama   | 40    |

### Classifica scalatori - Maglia rossa
| Pos. | Corridore       | Squadra    | Punti |
| ---- | --------------- | ---------- | ----- |
| 1    | Gotzon Martín   | Euskaltel  | 46    |
| 2    | Remco Evenepoel | Deceuninck | 41    |
| 3    | Mikel Landa     | Bahrain    | 32    |
| 4    | Jetse Bol       | Burgos     | 26    |
| 5    | George Bennett  | Jumbo      | 25    |

### Classifica giovani - Maglia bianca
| Pos. | Corridore          | Squadra    | Tempo     |
| ---- | ------------------ | ---------- | --------- |
| 1    | R. Evenepoel       | Deceuninck | 19h14'42" |
| 2    | João Almeida       | Deceuninck | a 1'12"   |
| 3    | Óscar Rodríguez    | Astana     | a 3'37"   |
| 4    | Cristian Rodríguez | Caja Rural | a 4'11"   |
| 5    | Lennard Kämna      | Bora       | a 5'41"   |

### Classifica a squadre
| Pos. | Squadra                | Tempo     |
| ---- | ---------------------- | --------- |
| 1    | Mitchelton-Scott       | 57h52'38" |
| 2    | Deceuninck-Quick Step  | a 2'03"   |
| 3    | Astana Pro Team        | a 6'31"   |
| 4    | Team Ineos             | a 7'12"   |
| 5    | Caja Rural-Seguros RGA | a 9'27"   |